# Hall of Flames
Hall of Flames es el primer álbum recopilatorio lanzado por la banda de power metal alemán Edguy en 2004. Este álbum incluye canciones de discos publicados por AFM Records.
El primer disco sirve como una compilación de canciones desde 1997. El segundo contiene muchos temas raros en ambos sencillos exclusivos (la porción de audio de la "La Marche des Gendarmes" música / vídeo individual) y temas en directo.

## Track listing

### Disc One
1. "Tears of a Mandrake" (Single Version) - 5:00 (from "Mandrake)
2. "Jerusalem" - 5:28 (from "Mandrake")
3. "Out of Control" - 5:03 (from "Vain Glory Opera")
4. "The Headless Game" - 5:29 (from "Theater of Salvation")
5. "Scarlet Rose" - 5:11 (from "Vain Glory Opera")
6. "Nailed to the Wheel" - 5:40 (from "Mandrake")
7. "Vain Glory Opera" - 6:10 (from "Vain Glory Opera")
8. "Theater of Salvation" - 12:24 (from "Theater of Salvation")
9. "Key to My Fate" (2000 Version) - 4:33 (from the re-recording of "The Savage Poetry")
10. "Deadmaker" - 5:18 (from "Kingdom of Madness")
11. "Land of the Miracle" - 6:32 (from "Theater of Salvation")
12. "Until We Rise Again" - 4:28 (from "Vain Glory Opera")
13. "The Unbeliever" - 5:47 (from "Theater of Salvation")

### Disc Two
1. "The Devil and the Savant" - 5:29 (from the limited edition of "Mandrake")
2. "Wings of a Dream" (2001 Version) - 5:06 (from the single "Painting on the Wall")
3. "For a Trace of Life" - 4:11 (Japanese bonus track from "Theater of Salvation")
4. "But Here I Am" - 4:35 (from "Vain Glory Opera")
5. "La Marche des Gendarmes" - 2:48 (from French edition of "Mandrake")
6. "Avantasia" (Live) - 5:26 (from "Burning Down the Opera")
7. "Walk on Fighting" (Live) - 5:18 (Japanese bonus track from "Theater of Salvation")
8. "Wake up the King" (Live) - 8:46 (Previously unreleased)
9. "All the Clowns" (Music Video)
10. "The Headless Game" (Live video)[1]

## Personal
- Tobias Sammet - Vocals, Bass (Disc 1: tracks 5, 7, 10, 12 - Disc 2: track 4)
- Tobias 'Eggi' Exxel - Bass (Disc 1: tracks 1, 2, 4, 6, 8, 9, 11, 13 - Disc 2: tracks 1-3, 5-8)
- Jens Ludwig - Lead Guitar (All tracks)
- Dirk Sauer - Rhythm Guitar (All tracks)
- Felix Bohnke - Drums (Disc 1: tracks 1, 2, 4, 6, 8, 9, 11, 13 - Disc 2: tracks 1-3, 5-8)
- Dominik Storch - Drums (Disc 1: track 10)
- Frank Lindenthal - Session Drums (Disc 1: tracks 3, 5, 7, 12 - Disc 2: track 4)